# Vallone dell'Arma
Vallone dell'Arma este o arie protejată (sit de importanță comunitară — SCI) din Italia întinsă pe o suprafață de 796 ha, integral pe uscat.

## Localizare
Centrul sitului Vallone dell'Arma este situat la coordonatele 44°19′48″N 7°17′10″E / 44.33°N 7.286°E.

## Înființare
Situl Vallone dell'Arma a fost declarat sit de importanță comunitară în mai 2017 pentru a proteja un număr necunoscut de specii din flora spontană și fauna sălbatică aflate în arealul zonei.

## Biodiversitate
Situată în ecoregiunea alpină, aria protejată conține 4 habitate naturale: Fânețe montane, Păduri pe pante, grohotișuri și ravene de Tilio-Acerion, Păduri de fag din Europa Centrală dezvoltate pe sol calcaros cu Cephalanthero-Fagion, Pajiști uscate seminaturale și facies de acoperire cu tufișuri pe substraturi calcaroase (Festuco-Brometalia) (* situri importante pentru orhidee).
La baza desemnării sitului se află un număr nedeclarat de specii protejate:
Pe lângă speciile protejate, pe teritoriul sitului au mai fost identificate 1 specie de nevertebrate, 2 specii de reptile.